# Астроцветни
Астроцветните (Asterales) са разред покритосеменни растения от групата на астеридите. В традиционните класификации, като тази на Кронкуист, включва само едно семейство – Сложноцветни (Asteraceae), но в по-новите систематики, включително в APG II е разширен с още няколко сродни семейства. Разредът е разпространен в целия свят и включва главно тревисти растения, макар че има и малък брой дървета и храсти.

## Семейства
- Alseuosmiaceae
- Argophyllaceae
- Asteraceae – Сложноцветни
- Calyceraceae
- Campanulaceae – Камбанкови
- Goodeniaceae – Гоодениеви
- Menyanthaceae – Воднодетелинови
- Pentaphragmaceae
- Phellinaceae
- Rousseaceae
- Stylidiaceae